# Sophie (bande dessinée)
Pour les articles homonymes, voir Sophie.
Sophie est une série de bande dessinée franco-belge créée en 1965 par Jidéhem dans le no 1408 du journal Spirou. Les scénarios sont coécrits par Vicq de La Bulle du silence à Sophie et Compagnie.
Elle met en scène Sophie Karamazout, une petite fille sans peur qui lutte contre des bandits qui veulent voler les inventions de son père.

## Historique
Depuis 1957, Jidéhem illustre la chronique automobile du Journal de Spirou avec le personnage Starter ; ce personnage vit même ses propres aventures en bande dessinée, toujours sous l'égide de Jidéhem,. En 1964, dans le troisième épisode des aventures de Starter, L'Œuf de Karamazout, pré-publié dans le Journal de Spirou (no 1345 du 23 janvier 1964 au no 1365 du 11 juin 1964), apparaît le personnage de Sophie.
À partir de 1965, Sophie devient l'héroïne à part entière d'une série de courts récits (10 au total), Les Bonheurs de Sophie dont le premier, L'Œuf de bouvreuil, paraît dans Spirou no 1408. Jidéhem, alors assistant d'André Franquin principalement pour la série Gaston, va peu à peu arrêter sa collaboration avec celui-ci pour se consacrer uniquement à Sophie. Dans plusieurs histoires, il est aidé par Vicq au scénario.
Ce n'est qu'en 1968 qu'elle vit enfin sa première grande aventure en solo : Sophie et l’Esprit frappeur, pré-publiée en feuilleton dans Spirou no 1583 à no 1590, immédiatement suivie de Qui fait peur à Zoé ? (Spirou no 1591 à no 1612). Elle fait aussi la couverture des nos 1583, 1591, 1596 et 1611. La même année, les éditions Dupuis décident de publier la série sous forme d'albums. Les aventures de Starter où apparaît Sophie, L'Œuf de Karamazout et La Bulle du silence (pré-publiée en 1965) sont les premières publiées. La Maison d’en face (parue en 1963 dans Spirou no 1297 à no 1318), à laquelle Jidéhem ajoute ultérieurement des dessins pour en faire une histoire racontée par Starter et Pipette, sera aussi intégré en 1972 dans la série Sophie.
L'histoire à suivre intitulée Sophie et le Rayon Kâ est publiée en 1970 du no 1667 au no 1688 ; la même année est publiée une histoire complète de six planches et Sophie fait par trois fois la couverture du journal. L'année suivante est publiée Sophie et le Cube qui parle du no 1724 au no 1736, puis des histoires complètes de quatre, six et huit planches ; elle fait deux fois la couverture.
En 1972, est publiée La Tiare de Matlotl Halatomatl du no 1803 au no 1819, plus une histoire complète de six planches et deux de quatre planches plus une couverture d'un numéro du journal. En 1973 est publiée Le Douanier Rousseau du no 1858 au no 1871, plus une histoire complète de huit planches, deux de six planches et deux couvertures. L'année suivante est publiée du no 1906 au no 1911 L’Haleine du dragon, plus deux histoires complètes de huit planches.
La seule publication de l'année 1975 est une histoire complète de six planches. Les publications reprennent l'année suivante avec deux histoires de neuf planches, une de huit planches et trois de six planches, ainsi que quatre couvertures. En 1977 sont publiées deux histoires à suivre : la première intitulée Les Quatre Saisons du no 2030 (dont elle fait aussi la couverture) au no 2048 et la deuxième intitulée Sophie et l'Inspecteur Céleste du no 2057 (dont elle fait aussi la couverture) au no 2058, plus une histoire complète de huit planches. L'année suivante est publiée la seconde partie de Sophie et l'Inspecteur Céleste du no 2090 (dont elle fait aussi la couverture) au no 2093 puis du no 2105 au no 2106 ainsi que des histoires de six, huit et dix planches.
L'histoire à suivre Sophie et Donald Mac Donald est publiée en 1979 du no 2154 au no 2174, suivie de deux histoires complètes de six et huit planches et deux couvertures du journal. En 1981 sont publiées deux histoires complètes de six planches, l'année suivante une histoire complète de onze planches.
La série ne fait sa réapparition dans le journal qu'en 1989 avec l'histoire à suivre Don Giovanni publiée du no 2687 au no 2695. Elle revient deux ans plus tard avec L'Odyssée du U 522 publiée du no 2764 au no 2775 et une dernière fois en 1994 avec Le Tombeau des glyphes, publiée du no 2948 au no 2957.

## Personnages

### Sophie Karamazout
Sophie est une petite fille brune de onze ans, conçue par son père, M. Karamazout, avec les ingrédients "sucre, épices et tout ce qui est agréable" (d'après un célèbre dicton anglais). Elle vit dans une immense villa en zone rurale, avec son père et son majordome. Elle les cheveux noirs qu'elle porte toujours longs, coiffés en deux couettes tenues par des rubans.
Dans les 3 derniers albums, Sophie semble avoir quelques années de plus (environ 14 ou 15 ans). On ne sait pas qui est sa mère. Elle n'apparaît jamais dans les albums et n'est jamais mentionnée.
Sophie est une fille qui a l'élégance et la beauté d'une jeune femme. Elle est espiègle et joueuse (surtout dans les premières histoires), mais elle est aussi "typiquement" féminine. Elle possède une vaste garde-robe. Contrairement à de nombreux personnages de bandes dessinées (y compris les femmes), Sophie ne porte généralement pas la même tenue, mais bénéficie d'une grande de variété de costumes. Robes, jupes, chaussures de jeune fille en cuir verni, culottes bouffantes... Sa plus belle tenue d'été, se compose d'une robe blanche à manches bouffantes et rubans, de culottes blanches, de bas moulants blancs, d'un chapeau de paille orné d'un ruban et d'une paire de chaussures noires brillantes.
On remarquera tout de même que sa tenue la plus courante est composée d'une jupe courte, de chaussettes blanches et d'une paire de chaussures noires brillantes. Mais celle-ci n'a rien de systématique.
En tant que fille d’un ingénieur électronicien, elle est non seulement intelligente, mais aussi très charmante. Elle utilise souvent son charme féminin pour convaincre les hommes de son bon droit ou pour leur imposer sa volonté. Cependant, elle ne le fait jamais pour en profiter. Après tout, Sophie déteste les injustices et veut toujours aider ses semblables dans le besoin. Elle n'aime pas non plus la violence et encourage les autres à proposer des solutions non violentes. Et ce n’est pas toujours facile, car elle vit dans un monde d’hommes, sans mère, ni co-héroïne.

### M. Karamazout
Il est le père de Sophie et ingénieur électronicien de profession. Il a les cheveux blonds et porte des lunettes. Avec sa fille et leur majordome Joseph, ils habitent une villa dans un quartier calme à l'extérieur de la ville. Dans cet endroit tranquille, il peut s'immerger dans la création de nouvelles inventions, souvent commandées par une entreprise importante (cet argent doit bien provenir de quelque part, non ?). Parfois, il appelle l'aide de Starter et Pipette.
Ses inventions les plus célèbres sont : l'œuf, la bulle du silence et le rayon KA. Ces inventions sont souvent la cible de bandits avides voulant s'enrichir injustement. Comme la plupart des inventeurs, l'attention Karamazout est parfois dispersée. À certains moments, il est tellement absorbé par son travail qu'il ne remarque pas que sa fille repart à l'aventure. Il aime fumer la pipe. Son prénom est inconnu.

### Joseph
Il est le majordome de la famille Karamazout et vit avec eux. Il cuisine, entretient la maison et joue les chauffeurs. Cependant, il n'a jamais joué un rôle de premier plan dans la bande dessinée. Il n'est pas si aventureux.

### Starter
Il a les cheveux noirs et porte généralement une chemise bleue clair, un pantalon de la même couleur et des chaussures blanches. Il est mécanicien de profession. Il teste également des voitures pour l'hebdomadaire Spirou. C'est pourquoi M. Karamazout lui demande parfois de l'aide. Comme Sophie, il part toujours à l'aventure pour combattre l'injustice et les escrocs. Ses excellentes compétences de conduite sont ici très utiles.

### Pipette
Pipette est le meilleur ami de Starter avec qui il vit. Il travaille également toutes les semaines pour l'hebdomadaire Spirou en tant que testeur, mais pour des deux-roues à moteur. Pipette est en réalité l'opposé de Starter. Alors que Starter est plutôt calme et pensif, Pipette est impétueux et maladroit. Il se met facilement en colère, en particulier quand les gens (surtout Sophie) se moquent de lui. Malgré cela, il est toujours prêt à aider les personnes dans le besoin.
C'est un homme bon, qui aime bien manger et boire un verre. Il est également l'heureux propriétaire de la voiture "Zoé". Pipette est généralement vêtue d'une chemise verte et d'un pantalon marron. Il est parfois appelé affectueusement "Oncle Pipette" par Sophie. Tout comme Starter, son nom de famille n'est jamais mentionné.

### P'tit Bernard
Il est le meilleur ami de Sophie, plus jeune d'un an ou deux. Il apparait généralement dans les aventures courtes de Sophie. Il est un peu peureux et évite les situations désagréables. Lorsqu'il se trouve dans une position difficile, il appelle invariablement Sophie à l'aide. Bernard peut crier très fort et les gens le comparent souvent à une sirène. Malgré ses défauts, Sophie reste son amie fidèle.

### Zoé
Zoé est une voiture noire. Cependant, ce n'est pas n'importe quel véhicule, mais une vraie voiture ancienne de collection. Ce qui la rend si spéciale, c'est qu'elle possède une volonté propre. En effet, elle est dotée d'un cerveau électronique dont son créateur, M. Buse, l'a équipé. Après la mort de celui-ci, tous ses biens (dont Zoé), sont passés aux mains de Pipette.
Avec son cerveau, Zoé peut donc se débrouiller toute seule, ce qui conduit parfois à des situations hilarantes pour ceux qui veulent en décider autrement. Cependant, elle ne peut pas se passer d'essence. Elle ne veut que l'essence de la marque "Super". Si vous essayez de lui donner autre chose, elle exprimera son mécontentement de manière appropriée. Elle répondra également aux escrocs et aux personnes qui le traitent avec méchanceté en leur soufflant de la suie au visage. Elle a de plus, quelque chose contre l'agent Dorus pour une raison inconnue (le nom complet de l'agent est Theodorus, bien qu'il soit mentionné dans l'album 18 comme Theofiel). Quand Zoé voit cet agent, elle ne peut plus être arrêtée (pas même par Sophie).
Zoé ne peut pas parler, mais si elle trouve quelque chose d'amusant, elle peut faire un bruit de rire avec son moteur. Zoé a précédé de cinq ans les aventures de Choupette (ou Herbie), la Volkswagen Coccinelle apparue au cinéma et dont les créateurs ont vraisemblablement repris le principe de la voiture pensante. Comme modèle pour Zoé, Jidéhem a peut-être choisi la voiture jaune de Gaston Lagaffe.

## Histoires
1. L'Œuf de Karamazout (1964)
2. L'Œuf de bouvreuil (1965)
3. La Bulle du silence (1965)
4. Le Voleur du parc (1965)
5. Le Puits magique (1965)
6. Poisson d'avril (1966)
7. La Pelle mécanique (1966)
8. Le Bonhomme de neige (1966)
9. Calamity Sophie (1967)
10. Lord Nelson (1967)
11. Le Trombone de la bonté (1967)
12. Figarossi glacier (1968)
13. Le Poisson volant (1968)
14. Sophie et l'Esprit frappeur (1968)
15. Qui fait peur à Zoé ? (1968)
16. Sophie kidnappée (1969)
17. L'Ichtyologue (1969)
18. Les Deux Vœux (1969)
19. Sophie et le Rayon Kâ (1969)
20. Le Scaphandrier (1970)
21. Sophie et le Cube qui parle (1971)
22. Carrosseries en vrac (1971)
23. Titre inconnu (1971)
24. Titre inconnu (1971)
25. Titre inconnu (1971)
26. Titre inconnu (1971)
27. La Tiare de Matlotl Halatomatl (1972)
28. La Maison d'en face (1972)[8]
29. Sophie en Provence (1973)
30. Titre inconnu (1973)
31. Sophie et le Douanier Rousseau (1974)
32. Le Buste disparu (1973)
33. Titre inconnu (1973)
34. L'Haleine du dragon (1974)
35. Sophie et le Parlotl (1974)
36. Titre inconnu (1974)
37. Titre inconnu (1975)
38. Sophie et les Schtroumpfs (1976)
39. Titre inconnu (1976)
40. Titre inconnu (1976)
41. Drôle de balle ! (1976)
42. Mystère dans le brouillard (1976)
43. Titre inconnu (1976)
44. Les Quatre Saisons (1977)
45. Sophie et l'Inspecteur Céleste (1977)
46. 1925 (1977)
47. Sophie et le Père Labulle (1977)
48. Histoire de neige (1978)
49. Sophie et la Fête à Oscar (1979)
50. L'Avion supersonique (1979)
51. Sophie et Donald Mac Donald (1979)
52. Chaussures chauffantes (1981)
53. La Rivière en folie (1981)[9]
54. La Rolls de 38 (1982)[10]
55. Don Giovanni (1989)
56. L'Odyssée du U 522 (1991)
57. Le Tombeau des glyphes (1994)

## Albums
- 1968 : L'Œuf de Karamazout
- 1968 : La Bulle du silence
- 1969 : Les Bonheurs de Sophie
- 1970 : Qui fait peur à Zoé ?
- 1971 : Sophie et le Rayon Kâ
- 1972 : La Maison d'en face
- 1972 : Sophie et le Cube qui parle
- 1973 : Les Bonheurs de Sophie, 2e série
- 1973 : La Tiare de Matlotl Halatomatl
- 1974 : Sophie et le Douanier Rousseau
- 1976 : Sophie et le Souffle du dragon
- 1977 : Cette sacrée Sophie
- 1978 : Les Quatre Saisons
- 1979 : Sophie et l'Inspecteur Céleste
- 1980 : Sophie et Donald Mac Donald
- 1981 : Rétro Sophie
- 1984 : Sophie et Cie
- 1990 : Don Giovanni
- 1991 : L'Odyssée du U 522
- 1995 : Le Tombeau des glyphes[11]